# Nikos Anastopoulos
Nikolaos Anastopoulos (in greco: Νικόλαος "Νίκος" Αναστόπουλος; Atene, 22 gennaio 1958) è un allenatore di calcio ed ex calciatore greco, di ruolo attaccante.
Primatista di gol con la nazionale greca, legò il suo nome all'Olympiacos, con cui segnò 159 gol in 291 partite ufficiali, piazzandosi anche terzo nella graduatoria della Scarpa d'oro 1983.

## Carriera

### Giocatore

#### Club

Anastopoulos all'Avellino nella stagione 1987-1988

Esordisce nella massima divisione greca nella stagione 1976-1977 indossando la maglia del Paniōnios; con questa vince la Coppa greca nel 1979. Passa subito dopo all'Olympiacos, e qui i successi aumentano: un'altra Coppa nel 1981 e quattro titoli greci; a livello personale si laurea per quattro volte capocannoniere del campionato, l'ultima delle quali nel 1987.
Con queste credenziali sbarca in Italia nell'estate dello stesso anno per giocare nell'Avellino. Viene tuttavia bocciato dalla critica: in Irpinia trova inizialmente Luís Vinício in panchina, che viene presto sostituito da Eugenio Bersellini, mentre in avanti dovrebbe far coppia con Walter Schachner. Viene mandato in campo però solo 19 volte e non riesce mai a segnare, mentre la squadra retrocede in B dopo 10 anni. Il greco finisce la stagione con un'espulsione rimediata nella gara contro l'Inter a Milano, nell'ultima giornata di campionato.
Anastopoulos torna quindi in Grecia nel 1988, prima nel Panionios, poi nell'Olympiacos, con cui conclude la carriera nel 1994 dopo aver militato brevemente nello Ionikos.

#### Nazionale
Debutta con la maglia della Grecia il 21 settembre 1977 in un'amichevole contro la Romania, persa 6-1. Viene poi convocato per il campionato d'Europa 1980 che si svolge in Italia, nel quale conta 2 presenze nelle due sconfitte contro la Cecoslovacchia (3-1 a Roma, ed è l'autore dell'unico gol) e contro i Paesi Bassi (1-0 a Napoli). Disputa infine l'ultima gara il 2 novembre 1988 sempre contro la Romania (altra sconfitta, per 3-0) in una gara valida come qualificazione al campionato del mondo 1990. È il primatista di gol segnati, con 29 reti in 74 presenze, per la nazionale ellenica.

### Allenatore
Nell'estate 2005 viene ingaggiato ad allenare l'Aris Salonicco che riporta nella Superliga greca. In quella stagione la squadra ha preso parte alla Coppa UEFA in virtù della conquista della finale della Coppa di Grecia 2004-2005, poi persa.
Nell'estate 2006 passa per la seconda volta come allenatore del PAS Giannina dove riesce a portare la squadra a sfiorare la qualificazione alla massima divisione greca. Nella stessa stagione riesce a portare il PAS Giannina alla semifinale della Coppa di Grecia eliminando l'Olympiakos Pireo sua ex squadra da giocatore.
Nell'estate 2008 viene ingaggiato dal Kavala in seconda categoria greca; fa ingaggiare alla squadra il portiere Fanīs Katergiannakīs, allora in forza all'Iraklis Salonicco, con cui riesce a portare il Kavala nella serie A greca dopo dieci anni di assenza.
Nel gennaio 2010 diventa l'allenatore del PAS Giannina, che riesce a riportare agli ottavi di finale della Coppa di Grecia, il 20 gennaio 2010, ai danni dell'Atromitos, squadra allenata da Giōrgos Dōnīs. 
Nikos Anastopoulos non si ferma qua e il 2 febbraio 2010 il PAS Giannina allo stadio Zossimades infligge un 4-0 al PAOK FC degli italiani Bruno Cirillo e Mirko Savini e dell'ex conoscenza italiana Zizis Vryzas e Theodōros Zagorakīs. Portando il PAS Giannina alla semifinale di Coppa di Grecia contro il Panathīnaïkos dell'ex interista Giōrgos Karagkounīs, per la seconda volta nella storia del club principale della città di Giannina.

## Statistiche

### Cronologia presenze e reti in nazionale
| Cronologia completa delle presenze e delle reti in nazionale ― Grecia | Cronologia completa delle presenze e delle reti in nazionale ― Grecia | Cronologia completa delle presenze e delle reti in nazionale ― Grecia | Cronologia completa delle presenze e delle reti in nazionale ― Grecia | Cronologia completa delle presenze e delle reti in nazionale ― Grecia | Cronologia completa delle presenze e delle reti in nazionale ― Grecia | Cronologia completa delle presenze e delle reti in nazionale ― Grecia | Cronologia completa delle presenze e delle reti in nazionale ― Grecia |
| Data                                                                  | Città                                                                 | In casa                                                               | Risultato                                                             | Ospiti                                                                | Competizione                                                          | Reti                                                                  | Note                                                                  |
| --------------------------------------------------------------------- | --------------------------------------------------------------------- | --------------------------------------------------------------------- | --------------------------------------------------------------------- | --------------------------------------------------------------------- | --------------------------------------------------------------------- | --------------------------------------------------------------------- | --------------------------------------------------------------------- |
| 21-9-1977                                                             | Bucarest                                                              | Romania                                                               | 6 – 1                                                                 | Grecia                                                                | Amichevole                                                            | -                                                                     |                                                                       |
| 14-2-1979                                                             | Ramat Gan                                                             | Israele                                                               | 4 – 1                                                                 | Grecia                                                                | Amichevole                                                            | -                                                                     | 53’                                                                   |
| 21-3-1979                                                             | Bucarest                                                              | Romania                                                               | 3 – 0                                                                 | Grecia                                                                | Amichevole                                                            | -                                                                     | 71’                                                                   |
| 16-1-1980                                                             | Nicosia                                                               | Cipro                                                                 | 1 – 1                                                                 | Grecia                                                                | Amichevole                                                            | 1                                                                     |                                                                       |
| 27-2-1980                                                             | Parigi                                                                | Francia                                                               | 5 – 1                                                                 | Grecia                                                                | Amichevole                                                            | -                                                                     | 46’                                                                   |
| 14-5-1980                                                             | Atene                                                                 | Grecia                                                                | 0 – 0                                                                 | Bulgaria                                                              | Amichevole                                                            | -                                                                     | 60’                                                                   |
| 11-6-1980                                                             | Napoli                                                                | Paesi Bassi                                                           | 1 – 0                                                                 | Grecia                                                                | Euro 1980 - 1º turno                                                  | -                                                                     | 68’                                                                   |
| 11-6-1980                                                             | Roma                                                                  | Grecia                                                                | 1 – 3                                                                 | Cecoslovacchia                                                        | Euro 1980 - 1º turno                                                  | 1                                                                     |                                                                       |
| 28-1-1981                                                             | Amarousio                                                             | Grecia                                                                | 2 – 0                                                                 | Lussemburgo                                                           | Qual. Mondiali 1982                                                   | -                                                                     | 71’                                                                   |
| 11-3-1981                                                             | Lussemburgo                                                           | Lussemburgo                                                           | 0 – 2                                                                 | Grecia                                                                | Qual. Mondiali 1982                                                   | -                                                                     | 68’                                                                   |
| 23-9-1981                                                             | Salonicco                                                             | Grecia                                                                | 2 – 1                                                                 | Svezia                                                                | Amichevole                                                            | 1                                                                     | 73’                                                                   |
| 14-10-1981                                                            | Salonicco                                                             | Grecia                                                                | 2 – 3                                                                 | Danimarca                                                             | Qual. Mondiali 1982                                                   | 1                                                                     |                                                                       |
| 14-11-1981                                                            | Torino                                                                | Italia                                                                | 1 – 1                                                                 | Grecia                                                                | Qual. Mondiali 1982                                                   | -                                                                     |                                                                       |
| 29-10-1981                                                            | Il Pireo                                                              | Grecia                                                                | 1 – 2                                                                 | Jugoslavia                                                            | Qual. Mondiali 1982                                                   | -                                                                     |                                                                       |
| 20-1-1982                                                             | Nea Filadelfeia                                                       | Grecia                                                                | 1 – 2                                                                 | Portogallo                                                            | Amichevole                                                            | 1                                                                     |                                                                       |
| 10-2-1982                                                             | Atene                                                                 | Grecia                                                                | 1 – 2                                                                 | Germania Est                                                          | Amichevole                                                            | -                                                                     |                                                                       |
| 10-3-1982                                                             | Nea Filadelfeia                                                       | Grecia                                                                | 0 – 2                                                                 | Unione Sovietica                                                      | Amichevole                                                            | -                                                                     |                                                                       |
| 24-3-1982                                                             | Nicosia                                                               | Cecoslovacchia                                                        | 2 – 1                                                                 | Grecia                                                                | Amichevole                                                            | -                                                                     |                                                                       |
| 14-4-1982                                                             | Eindhoven                                                             | Paesi Bassi                                                           | 1 – 0                                                                 | Grecia                                                                | Amichevole                                                            | -                                                                     |                                                                       |
| 9-10-1982                                                             | Lussemburgo                                                           | Lussemburgo                                                           | 0 – 2                                                                 | Grecia                                                                | Qual. Euro 1984                                                       | 2                                                                     |                                                                       |
| 27-10-1982                                                            | Nicosia                                                               | Cipro                                                                 | 1 – 1                                                                 | Grecia                                                                | Amichevole                                                            | -                                                                     | 73’                                                                   |
| 17-11-1982                                                            | Salonicco                                                             | Grecia                                                                | 0 – 3                                                                 | Inghilterra                                                           | Qual. Euro 1984                                                       | -                                                                     |                                                                       |
| 1-12-1982                                                             | Amarousio                                                             | Grecia                                                                | 1 – 3                                                                 | Svizzera                                                              | Amichevole                                                            | 1                                                                     |                                                                       |
| 2-2-1983                                                              | Larissa                                                               | Grecia                                                                | 1 – 3                                                                 | Romania                                                               | Amichevole                                                            | -                                                                     |                                                                       |
| 23-2-1983                                                             | Dresda                                                                | Germania Est                                                          | 2 – 1                                                                 | Grecia                                                                | Amichevole                                                            | -                                                                     |                                                                       |
| 30-3-1983                                                             | Londra                                                                | Inghilterra                                                           | 0 – 0                                                                 | Grecia                                                                | Qual. Euro 1984                                                       | -                                                                     | 85’                                                                   |
| 27-4-1983                                                             | Copenaghen                                                            | Danimarca                                                             | 1 – 0                                                                 | Grecia                                                                | Qual. Euro 1984                                                       | -                                                                     | cap.                                                                  |
| 15-5-1983                                                             | Budapest                                                              | Ungheria                                                              | 2 – 3                                                                 | Grecia                                                                | Qual. Euro 1984                                                       | 1                                                                     | cap.                                                                  |
| 5-10-1983                                                             | Bari                                                                  | Italia                                                                | 3 – 0                                                                 | Grecia                                                                | Amichevole                                                            | -                                                                     |                                                                       |
| 16-11-1983                                                            | Atene                                                                 | Grecia                                                                | 0 – 2                                                                 | Danimarca                                                             | Qual. Euro 1984                                                       | -                                                                     | cap.                                                                  |
| 3-12-1983                                                             | Salonicco                                                             | Grecia                                                                | 2 – 2                                                                 | Ungheria                                                              | Qual. Euro 1984                                                       | 2                                                                     | cap.                                                                  |
| 14-12-1983                                                            | Il Pireo                                                              | Grecia                                                                | 1 – 0                                                                 | Lussemburgo                                                           | Qual. Euro 1984                                                       | -                                                                     | cap.                                                                  |
| 18-1-1984                                                             | Il Pireo                                                              | Grecia                                                                | 1 – 0                                                                 | Polonia                                                               | Amichevole                                                            | -                                                                     | 41’                                                                   |
| 15-2-1984                                                             | Amarousio                                                             | Grecia                                                                | 1 – 3                                                                 | Germania Est                                                          | Amichevole                                                            | 1                                                                     | cap.                                                                  |
| 7-3-1984                                                              | Craiova                                                               | Romania                                                               | 2 – 0                                                                 | Grecia                                                                | Amichevole                                                            | -                                                                     | cap.                                                                  |
| 11-4-1984                                                             | Atene                                                                 | Grecia                                                                | 1 – 1                                                                 | Cipro                                                                 | Amichevole                                                            | 1                                                                     | cap. 46’                                                              |
| 18-4-1984                                                             | Vienna                                                                | Austria                                                               | 0 – 0                                                                 | Grecia                                                                | Amichevole                                                            | -                                                                     | cap.                                                                  |
| 1-9-1984                                                              | Limassol                                                              | Cipro                                                                 | 0 – 2                                                                 | Grecia                                                                | Amichevole                                                            | 1                                                                     | cap.                                                                  |
| 5-9-1984                                                              | Amarousio                                                             | Grecia                                                                | 0 – 1                                                                 | Cecoslovacchia                                                        | Amichevole                                                            | -                                                                     | cap.                                                                  |
| 9-10-1984                                                             | Amarousio                                                             | Grecia                                                                | 2 – 2                                                                 | Israele                                                               | Amichevole                                                            | -                                                                     | cap.                                                                  |
| 17-10-1984                                                            | Zabrze                                                                | Polonia                                                               | 3 – 1                                                                 | Grecia                                                                | Qual. Mondiali 1986                                                   | -                                                                     | Cap.                                                                  |
| 5-12-1984                                                             | Amarousio                                                             | Grecia                                                                | 2 – 1                                                                 | Romania                                                               | Amichevole                                                            | 2                                                                     | cap.                                                                  |
| 19-12-1984                                                            | Atene                                                                 | Grecia                                                                | 0 – 0                                                                 | Belgio                                                                | Qual. Mondiali 1986                                                   | -                                                                     | cap.                                                                  |
| 9-1-1985                                                              | Tel Aviv                                                              | Israele                                                               | 0 – 2                                                                 | Grecia                                                                | Amichevole                                                            | 1                                                                     | cap. 67’                                                              |
| 27-2-1985                                                             | Amarousio                                                             | Grecia                                                                | 2 – 0                                                                 | Albania                                                               | Qual. Mondiali 1986                                                   | -                                                                     | cap.                                                                  |
| 13-3-1985                                                             | Atene                                                                 | Grecia                                                                | 0 – 0                                                                 | Italia                                                                | Amichevole                                                            | -                                                                     | Cap. 81’                                                              |
| 27-3-1985                                                             | Bruxelles                                                             | Belgio                                                                | 2 – 0                                                                 | Grecia                                                                | Qual. Mondiali 1986                                                   | -                                                                     | cap.                                                                  |
| 19-5-1985                                                             | Atene                                                                 | Grecia                                                                | 1 – 4                                                                 | Polonia                                                               | Qual. Mondiali 1986                                                   | 1                                                                     | cap.                                                                  |
| 30-10-1985                                                            | Tirana                                                                | Albania                                                               | 1 – 1                                                                 | Grecia                                                                | Qual. Mondiali 1986                                                   | -                                                                     | cap.                                                                  |
| 17-1-1986                                                             | Doha                                                                  | Qatar                                                                 | 0 – 1                                                                 | Grecia                                                                | Amichevole                                                            | -                                                                     | cap.                                                                  |
| 26-3-1986                                                             | Amarousio                                                             | Grecia                                                                | 2 – 0                                                                 | Germania Est                                                          | Amichevole                                                            | 1                                                                     | cap.                                                                  |
| 1-5-1986                                                              | Malmö                                                                 | Svezia                                                                | 0 – 0                                                                 | Grecia                                                                | Amichevole                                                            | -                                                                     | cap. 83’                                                              |
| 24-9-1986                                                             | Gijón                                                                 | Spagna                                                                | 3 – 1                                                                 | Grecia                                                                | Amichevole                                                            | -                                                                     | cap.                                                                  |
| 8-10-1986                                                             | Bologna                                                               | Italia                                                                | 2 – 0                                                                 | Grecia                                                                | Amichevole                                                            | -                                                                     | Cap. 62’                                                              |
| 15-10-1986                                                            | Poznań                                                                | Polonia                                                               | 2 – 1                                                                 | Grecia                                                                | Qual. Euro 1988                                                       | 1                                                                     | Cap.                                                                  |
| 12-11-1986                                                            | Atene                                                                 | Grecia                                                                | 2 – 1                                                                 | Ungheria                                                              | Qual. Euro 1988                                                       | 1                                                                     | cap.                                                                  |
| 3-12-1986                                                             | Nicosia                                                               | Cipro                                                                 | 2 – 4                                                                 | Grecia                                                                | Qual. Euro 1988                                                       | 1                                                                     | Cap.                                                                  |
| 7-1-1987                                                              | Portalegre                                                            | Portogallo                                                            | 1 – 1                                                                 | Grecia                                                                | Amichevole                                                            | -                                                                     | cap. 79’                                                              |
| 14-1-1987                                                             | Amarousio                                                             | Grecia                                                                | 3 – 1                                                                 | Cipro                                                                 | Qual. Euro 1988                                                       | 2                                                                     | cap.                                                                  |
| 11-3-1987                                                             | Il Pireo                                                              | Grecia                                                                | 1 – 1                                                                 | Romania                                                               | Amichevole                                                            | -                                                                     | cap.                                                                  |
| 25-3-1987                                                             | Rotterdam                                                             | Paesi Bassi                                                           | 1 – 1                                                                 | Grecia                                                                | Qual. Euro 1988                                                       | -                                                                     | Cap.                                                                  |
| 29-4-1987                                                             | Atene                                                                 | Grecia                                                                | 1 – 0                                                                 | Polonia                                                               | Qual. Euro 1988                                                       | -                                                                     | cap.                                                                  |
| 23-9-1987                                                             | Mosca                                                                 | Unione Sovietica                                                      | 3 – 0                                                                 | Grecia                                                                | Amichevole                                                            | -                                                                     | cap.                                                                  |
| 7-10-1987                                                             | Bucarest                                                              | Romania                                                               | 2 – 2                                                                 | Grecia                                                                | Amichevole                                                            | 1                                                                     | cap.                                                                  |
| 14-10-1987                                                            | Budapest                                                              | Ungheria                                                              | 3 – 0                                                                 | Grecia                                                                | Qual. Euro 1988                                                       | -                                                                     | Cap.                                                                  |
| 6-4-1988                                                              | Il Pireo                                                              | Grecia                                                                | 2 – 2                                                                 | Austria                                                               | Amichevole                                                            | -                                                                     | cap.                                                                  |
| 19-5-1988                                                             | Montréal                                                              | Canada                                                                | 0 – 1                                                                 | Grecia                                                                | Amichevole                                                            | -                                                                     | cap.                                                                  |
| 19-5-1988                                                             | Toronto                                                               | Canada                                                                | 0 – 3                                                                 | Grecia                                                                | Amichevole                                                            | 2                                                                     | cap. 77’                                                              |
| 23-5-1988                                                             | Toronto                                                               | Cile                                                                  | 0 – 1                                                                 | Grecia                                                                | Amichevole                                                            | 1                                                                     | cap.                                                                  |
| 28-5-1988                                                             | Toronto                                                               | Canada                                                                | 0 – 0 dts (4 – 2 dtr)                                                 | Grecia                                                                | Amichevole                                                            | -                                                                     | cap.                                                                  |
| 31-8-1988                                                             | Berlino Est                                                           | Germania Est                                                          | 1 – 0                                                                 | Grecia                                                                | Amichevole                                                            | -                                                                     | cap. 83’                                                              |
| 21-9-1988                                                             | Istanbul                                                              | Turchia                                                               | 3 – 1                                                                 | Grecia                                                                | Amichevole                                                            | 1                                                                     | cap.                                                                  |
| 19-10-1988                                                            | Amarousio                                                             | Grecia                                                                | 1 – 1                                                                 | Danimarca                                                             | Qual. Mondiali 1990                                                   | -                                                                     | cap.                                                                  |
| 2-11-1988                                                             | Bucarest                                                              | Romania                                                               | 3 – 0                                                                 | Grecia                                                                | Qual. Mondiali 1990                                                   | -                                                                     | cap. 83’                                                              |
| Totale                                                                |                                                                       | Presenze                                                              | 74                                                                    |                                                                       | Reti (1º posto)                                                       | 29                                                                    |                                                                       |

## Palmarès

### Giocatore

#### Club
- Campionato greco: 4

Olympiakos: 1980-1981, 1981-1982, 1982-1983, 1986-1987
- Coppa di Grecia: 2

Panionios: 1978-1979
Olympiakos: 1980-1981
- Supercoppa di Grecia: 1

Olympiakos: 1992

#### Individuale
- Capocannoniere del campionato greco: 4

1982-1983 (29 gol) 1983-1984 (18 gol), 1985-1986 (19 gol), 1986-1987 (16 gol)